# Candacia columbiae
Candacia columbiae är en kräftdjursart som beskrevs av Campbell 1929. Candacia columbiae ingår i släktet Candacia och familjen Candaciidae. Inga underarter finns listade i Catalogue of Life.